# BASIC
BASIC (acronim al expresiei engleze Beginners All-purpose Symbolic Instruction Code) este un limbaj de programare de nivel înalt a calculatoarelor, foarte asemănătoare cu limba engleză, ceea ce îl face ușor de memorat și ideal pentru începători; astfel, generația de utilizatori predecesoare erei PC-urilor a luat primul contact cu programarea prin intermediul calculatoarelor HC, care aveau la baza acestora o versiune de BASIC. Este un limbaj simplu de învățat, creat în 1964 de către John G. Kemeny și Thomas E. Kurtz la Dartmouth College.
Unul dintre cele mai bune editoare, compilatoare și depanatoare pentru începătorii în acest limbaj este QBASIC (acronim pentru Quick Beginners All-purpose Symbolic Instruction Code), care poate fi descărcat gratuit din Internet.
O variantă de BASIC foarte populară este și Visual Basic, creată de către compania Microsoft. Aceasta se adresează mai mult avansaților. Visual Basic permite crearea de aplicații relativ complexe prin manipularea componentelor vizuale (grafice) ale programului.

## Comenzi cheie
De manipulare a datelor
- LET: se dă o valoare unei variabile
  - Ex.:LET a=5 sau LET a$="text123"
- DATA: se dă o listă de valori care sunt citite în ordine și atribuite prin comanda READ

Program flow control
- IF ... THEN ... ELSE:pentru a se face comparații sau pentru a se lua decizii
- FOR ... TO ... {STEP} ... NEXT: repetarea unei secțiuni a codului de un număr de ori
- WHILE ... WEND și REPEAT ... UNTIL: repetarea unei secțiuni a codului de un număr de ori atâta timp cât condiția specifică este adevărată
- DO ... LOOP {WHILE} sau {UNTIL}
- GOTO: pentru a sări la o altă porțiune a codului (înainte sau înapoi).
- GOSUB: pentru a sări la o subrutină
- ON ... GOTO/GOSUB: pentru a sări execuția programului numai pe baza unei condiții specifice

Input și output
- PRINT: prezintă un mesaj pe ecran sau alte dispozitive de ieșire
- INPUT: la rularea programului deschide un cursor în care utilizatorul introduce o valoare pentru o variabilă sau un mesaj
- TAB sau AT: stabilește poziția unde va fi afișat caracterul (pe ecran sau la imprimantă)
  - Ex.: PRINT AT 10,5

Comentarii
- REM: nu are niciun efect asupra programului, doar se face un comentariu în interiorul limbajului.